# Champ-de-Mars (métro de Montréal)
Pour les articles homonymes, voir Champ de Mars.
Champ-de-Mars est une station de la ligne orange du métro de Montréal située dans l'arrondissement Ville-Marie.
Inaugurée le 14 octobre 1966, la station Champ-de-Mars faisait partie du réseau d'origine. L'édicule de cette station (orientée vers le sud) permet à la lumière du jour de pénétrer jusqu'aux quais. La station abrite une des œuvres d'art les plus importantes de tout le réseau du métro de Montréal. Il s'agit de vitraux de Marcelle Ferron, membre des Automatistes. L'œuvre fut un don du gouvernement du Québec en 1968. Un tunnel permet la traversée de l'autoroute Ville-Marie pour rejoindre le Vieux-Montréal et le Vieux-Port de Montréal.

## Vitrail

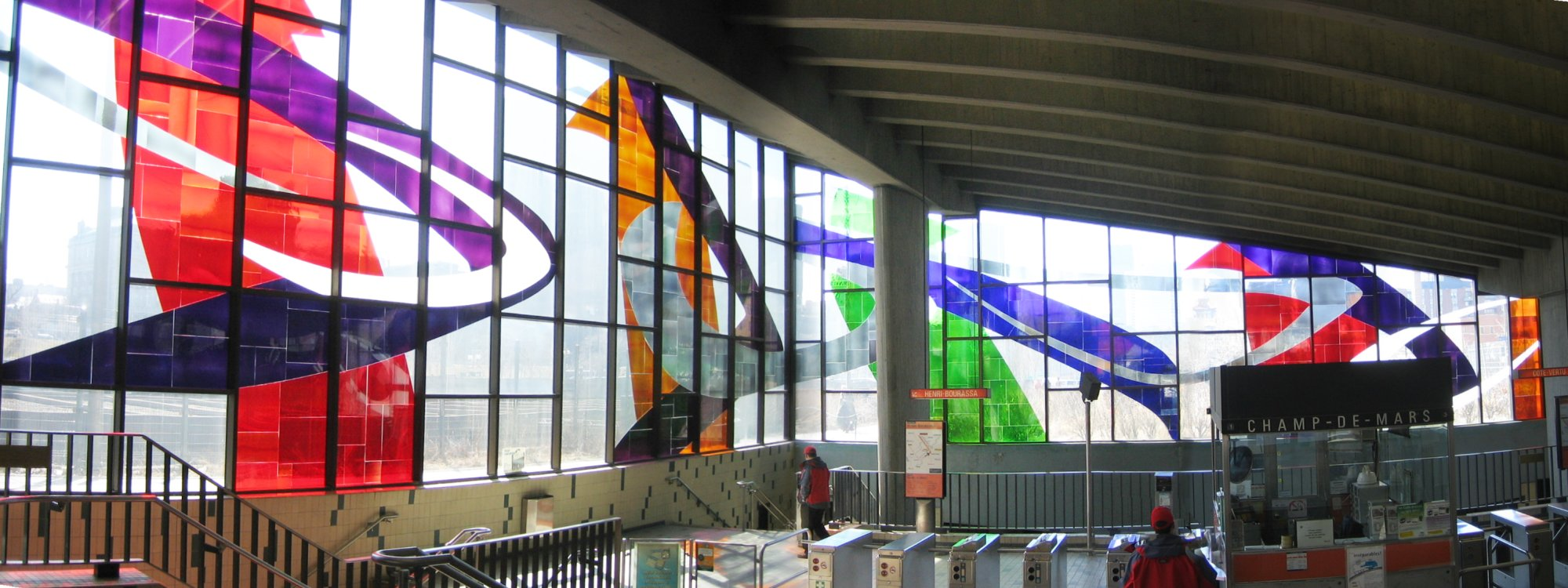
Les grandes formes qui dansent de Marcelle Ferron.

## Murale
S'inspirant du vitrail du Ferron déjà présent dans la station, l'organisme MU a produit en 2013 une murale d'envergure sur les murs de la station. En valorisant les interstices de l’architecture bétonnée du tunnel plutôt qu'en les dissimulant, l’œuvre change complètement l’expérience visuelle des piétons. L’artiste Philippe Allard a assumé la conception et la réalisation du projet.

## Origine du nom
La station prend son nom du Champ-de-Mars, un parc près de l'hôtel de ville de Montréal. La station s'est brièvement appelée Station du Champ-de-Mars entre mai et novembre 2014, avant que la Société de transport de Montréal ne revienne sur sa décision,. Le Champ-de-mars désigne un terrain de manœuvres militaires.

## Correspondances

### Autobus
|     | Service de jour       |
| 14  | Atateken              |
| 129 | Côte-Sainte-Catherine |

|     | Service de nuit |
| 361 | Saint-Denis     |

## Édicules
- 940, rue Sanguinet

Cet édicule comporte deux sorties : une vers la Place des Montréalaises et une autre vers la rue Viger. L'édicule contient deux ascenseurs qui aident les personnes à mobilité réduite à rejoindre les quais. Une station de BIXI, un système de vélo en libre-service se trouve à proximité de la sortie Viger.
Un tunnel et un ascenseur relient la station au Centre hospitalier de l'Université de Montréal (CHUM).

## Principales intersections à proximité
- rue Sanguinet / av. Viger Est

## Centres d'intérêt à proximité
- Place des Montréalaises
- Centre hospitalier de l'Université de Montréal (CHUM)
- Chapelle Notre-Dame-de-Bon-Secours
- Complexe Chaussegros-de-Léry
- Cour municipale de Montréal
- Édifice Jacques-Viger
- Édifice Lucien-Saulnier
- Hôtel de ville de Montréal
- Lieu historique national du Canada de Sir-George-Étienne-Cartier
- Marché Bonsecours
- Musée du Château Ramezay
- Place Jacques-Cartier
- Vieux-Montréal
- Vieux-Port de Montréal